# Gródek (przystanek kolejowy)
Gródek Szlachecki – kolejowy przystanek osobowy we wsi Gródek Szlachecki, w powiecie parczewskim, w województwie lubelskim, położony w km 60,584 na linii kolejowej nr 30.

## Historia
Pierwotnie przystanek Gródek znajdował się 1 km dalej na południe. Funkcjonowała tam również mijanka. Ruch pasażerski zawieszono 3 kwietnia 2000 roku. Ponownie został otwarty 30 września 2013 roku w związku z przywróceniem ruchu regionalnego z Parczewa do Lublina.
W 2019 roku podjęto decyzję o przeniesieniu przystanku bliżej zabudowań miejscowości. Zrealizowano ją w latach 2020–2021 w ramach kompleksowej rewitalizacji odcinka Parczew – Lubartów. W związku z tym 1 września 2020 roku został ponownie zamknięty.
12 grudnia 2021 roku otwarto peron w nowej lokalizacji. Zabudowano go według standardu 100 m długości i 760 mm wysokości. Oświetlono latarniami LED, w pełni dostosowano do potrzeb osób niepełnosprawnych. Wyposażono w przeszkoloną wiatę, ławki, śmietniki oraz gabloty z rozkładem jazdy. Przy wejściu zamontowano 5 stojaków na rowery.
W bezpośrednim sąsiedztwie przystanku zlokalizowany jest przejazd kolejowo-drogowy kat. C na drodze powiatowej Siemień – Tyśmienica. Przy przystanku brak parkingu samochodowego.

## Ruch pasażerski
Przystanek znajduje się w odległości 200 m od centrum miejscowości.
Od grudnia 2024 roku codziennie zatrzymywało się tutaj 6 par pociągów regionalnych (5 w weekendy) zapewniających dojazd do Łukowa, Radzynia Podlaskiego, Parczewa oraz Lubartowa i Lublina.
Dobowa wymiana pasażerska oraz miejsce w rankingu ogólnopolskim:
| Rok  | Ilość pasażerów | Miejsce w Polsce |
| ---- | --------------- | ---------------- |
| 2017 | 20-49           | 1471             |
| 2018 | 20-49           | 1561             |
| 2019 | 20-49           | 1557             |
| 2020 | 20-49           | 1666             |
| 2021 | 0-9             | 1879             |
| 2022 | 20-49           | 1877             |
| 2023 | 20-49           | 1926             |
| 2024 |                 |                  |